# Девенци
Дѐвенци е село в Северозападна България. То се намира в община Червен бряг, област Плевен.

## География
Село Девенци отстои на 12 км от Червен бряг и 45 км от Плевен. До селото има железопътен прелез, югоизточно от него се намира пътят Е83. От селото започва северозападният говор.

## История
Селото е основано около 1850 г. от преселници от врачанското село Девене, които първоначално се заселват в днешната местност „Селището“, но поради факта, че река Искър често го е заливала, се преместват на сегашното място. По-късно се заселват пришълци от Тетевенския Балкан, както и от село Добревци (Ябланица). В началото на 20 век се заселват и няколко десетки родове от Западните покрайнини, Босилеградско.

## Религии
Православният храм „Св. Николай Мирликийски“ е построен през 1935 г. ремонтиран е и е добре стопанисван. Има свещеник. Храмов празник – 6 декември.
Към 1893 година в селото са живели 20 помаци.

## Обществени институции
В бившата сградата на училището се помещава и ЦДГ „Зорница“.

## Културни и природни забележителности
- м. „Скок с пещера“
- пещера „Хайдушката“
- гората „Пипра“
- местността „Калето“

## Редовни събития
Събор на селото 23 май.

## Други
През 2007 година в района на селото започва разработването на находище от нефт и природен газ.